# Traunreut
Traunreut is een gemeente in de Duitse deelstaat Beieren, gelegen in het Landkreis Traunstein. De stad telt 20.951 inwoners. Naburige steden zijn onder andere Tittmoning, Traunstein en Trostberg.

## Plaatsen in de gemeente Traunreut
Plaatsen in de gemeente zijn: Anning, Arleting, Attenmoos, Au, Biebing, Buchberg, Daxberg, Fasanenjäger, Frauenhurt, Frühling, Gigling, Grasreit, Haßmoning, Heiming, Hinterwies, Höberich, Hochreit, Höhe, Höhenberg, Hohenester, Hölzl, Holzreit, Hörpolding, Hörzing, Hurt, Hurtöst, Irsing, Kirchstätt, Mais, Matzing, Narnberg, Neudorf, Neugaden, Niedling, Nunhausen, Oberhaus, Oberwalchen, Oderberg, Parzing, Pertenstein, Pierling, Plattenberg, Poschmühle, Reit, Roitham, Schlichtersberg, Schmieding, Schneckenberg, Sieglreit, St. Georgen, Stein an der Traun, Steineck, Traunwalchen, Walchenberg, Walding, Weiher, Weisbrunn, Weisham, Wiesen, Zieglstadl en Zweckham.
Altenmarkt a.d.Alz ·
Bergen ·
Chieming ·
Engelsberg ·
Fridolfing ·
Grabenstätt ·
Grassau ·
Inzell ·
Kienberg ·
Kirchanschöring ·
Marquartstein ·
Nußdorf ·
Obing ·
Palling ·
Petting ·
Pittenhart ·
Reit im Winkl ·
Ruhpolding ·
Schleching ·
Schnaitsee ·
Seeon-Seebruck ·
Siegsdorf ·
Staudach-Egerndach ·
Surberg ·
Tacherting ·
Taching a.See ·
Tittmoning ·
Traunreut ·
Traunstein ·
Trostberg ·
Übersee ·
Unterwössen ·
Vachendorf ·
Waging a.See ·
Wonneberg